# Norsborg
Norsborg é uma parte de Botkyrka, Condado de Estocolmo, Suécia. É servida pela Estação Norsborg do Metropolitano de Estocolmo.